# Сума, Салифу
Салифу Сума (фр. Salifou Soumah; род. 3 октября 2003, Конакри, Гвинея) — гвинейский футболист, нападающий клуба «Мальмё».

## Карьера

### Клубная карьера
В июле 2022 года стал игроком «Бастии». В августе того же года перешел в «Гавр». Дебютировал за резервную команду 22 октября в матче с «Мон-Гайар». В ноябре вышел на поле за основную команду в матче с «Кевийи Руан». В августе 2023 года стал игроком ФК «Зиря». Дебютировал в чемпионате Азербайджана 5 августа в матче с «Карабахом».

### Карьера в сборной
Играл за олимпийскую сборную Гвинеи.